# Bertia
Bertia Link (bertia) – rodzaj grzybów z klasy Sordariomycetes.

## Systematyka i nazewnictwo
Pozycja w klasyfikacji według Index Fungorum: Bertiaceae, Coronophorales, Hypocreomycetidae, Sordariomycetes, Pezizomycotina, Ascomycota, Fungi.
Takson utworzył Giuseppe De Notaris w 1844 roku. Synonimy nazwy naukowej: Sphaeria a Bertiae (De Not.) Fr.
Gatunki występujące w Polsce:
- Bertia moriformis (Tode) De Not. 1844 – bertia morwokształtna
- Bertia latispora (Corlett & J.C. Krug) Lar.N. Vassiljeva 1998 – bertia szerokozarodnikowa

Nazwy naukowe na podstawie Index Fungorum. Lista gatunków występujących według Mulenki i in. Jak zastrzegają autorzy, jest to lista niepełna. Polskie nazwy na podstawie rekomendacji Komisji ds. Polskiego Nazewnictwa Grzybów przy Polskim Towarzystwie Mykologicznym.